# Issarius carolinensis
Issarius carolinensis är en insektsart som beskrevs av Metcalf 1950. Issarius carolinensis ingår i släktet Issarius och familjen sköldstritar. Inga underarter finns listade i Catalogue of Life.